# Kunst- und Baudenkmäler der Stadt Nürnberg

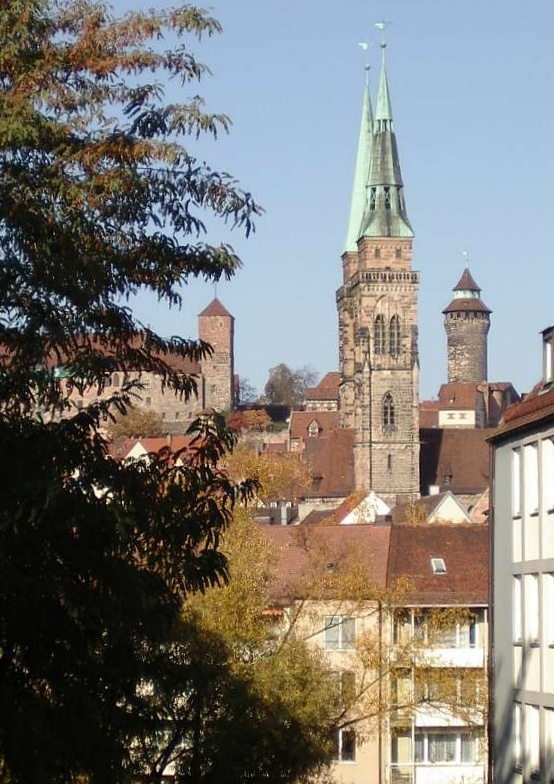
St. Sebald und Burg

Die kultur- und kunsthistorische Bedeutung Nürnbergs entdeckten Ludwig Tieck und Wilhelm Heinrich Wackenroder zu Ende des 18. Jahrhunderts wieder (siehe Frühromantik). Die im Zweiten Weltkrieg weitgehend zerstörte Altstadt wurde in den Jahrzehnten nach 1945 in der historischen Gestalt teilweise wiederhergestellt. In der Liste der Baudenkmäler in Nürnberg sind alle Baudenkmäler der Stadt einzeln aufgeführt.

## Museen

### Germanisches Nationalmuseum
Das Germanische Nationalmuseum (GNM) erstreckt sich an der südlichen Stadtmauer über mehrere Gebäudekomplexe und zeigt exemplarisch Gegenstände zur deutschen Kunst und Kultur von der Vorgeschichte bis zur jüngsten Gegenwart. Es finden ständig wechselnde Sonderausstellungen statt.

### Sonstige Museen
- Museum Industriekultur
- Neues Museum (Staatliches Museum für Kunst und Design) mit Skulpturengarten
- Museum Tucherschloss mit dem dort wieder errichteten Hirsvogelsaal
- Spielzeugmuseum Nürnberg
- Stadtmuseum Fembohaus (beinhaltet u. a. das große Friedensmahl (1650) von Joachim von Sandrart)
- Verkehrsmuseum (DB-Museum und Museum für Kommunikation)

## Kirchen und Klöster
- Innerhalb der Stadtmauern:

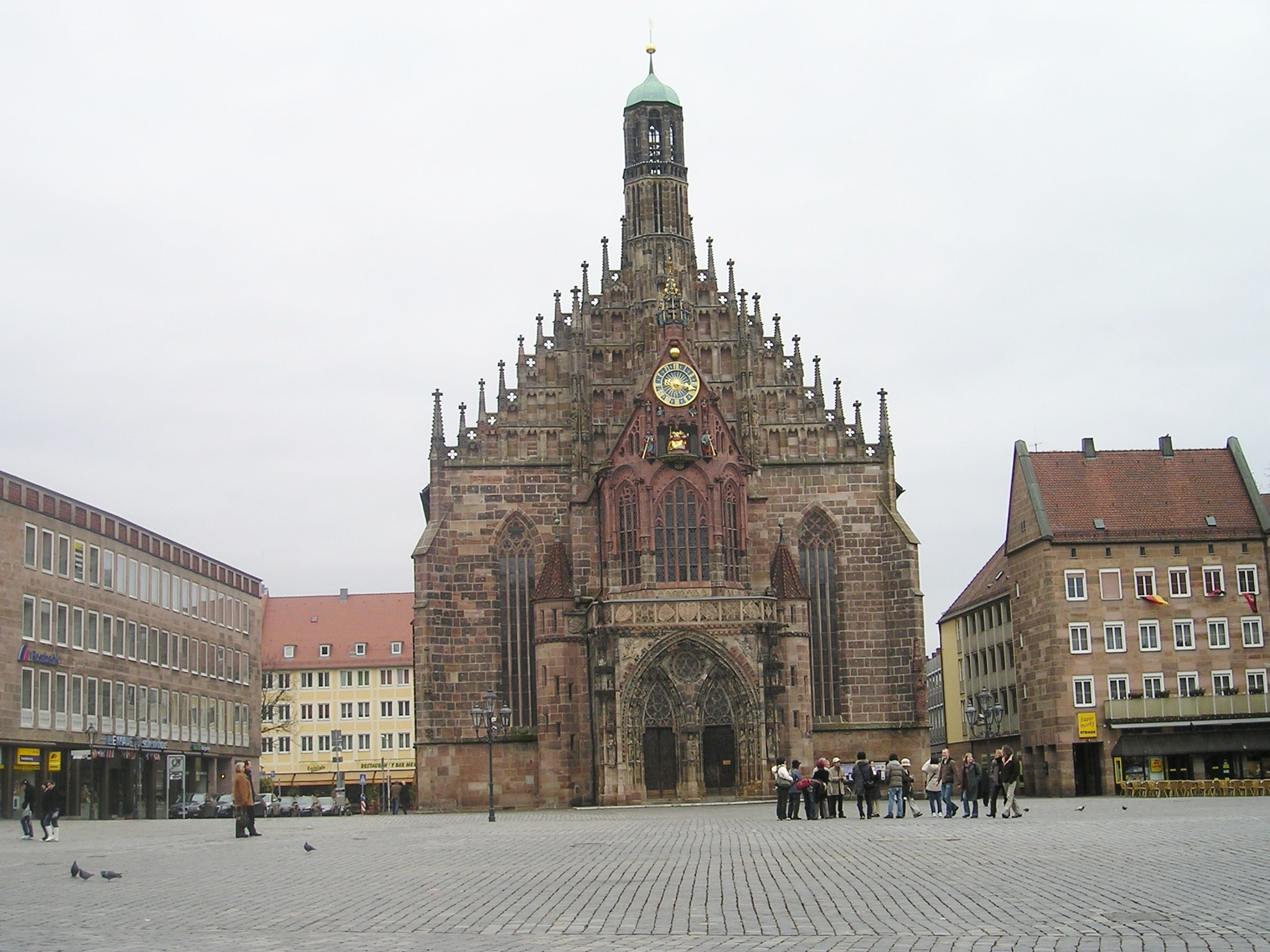
Frauenkirche am Hauptmarkt

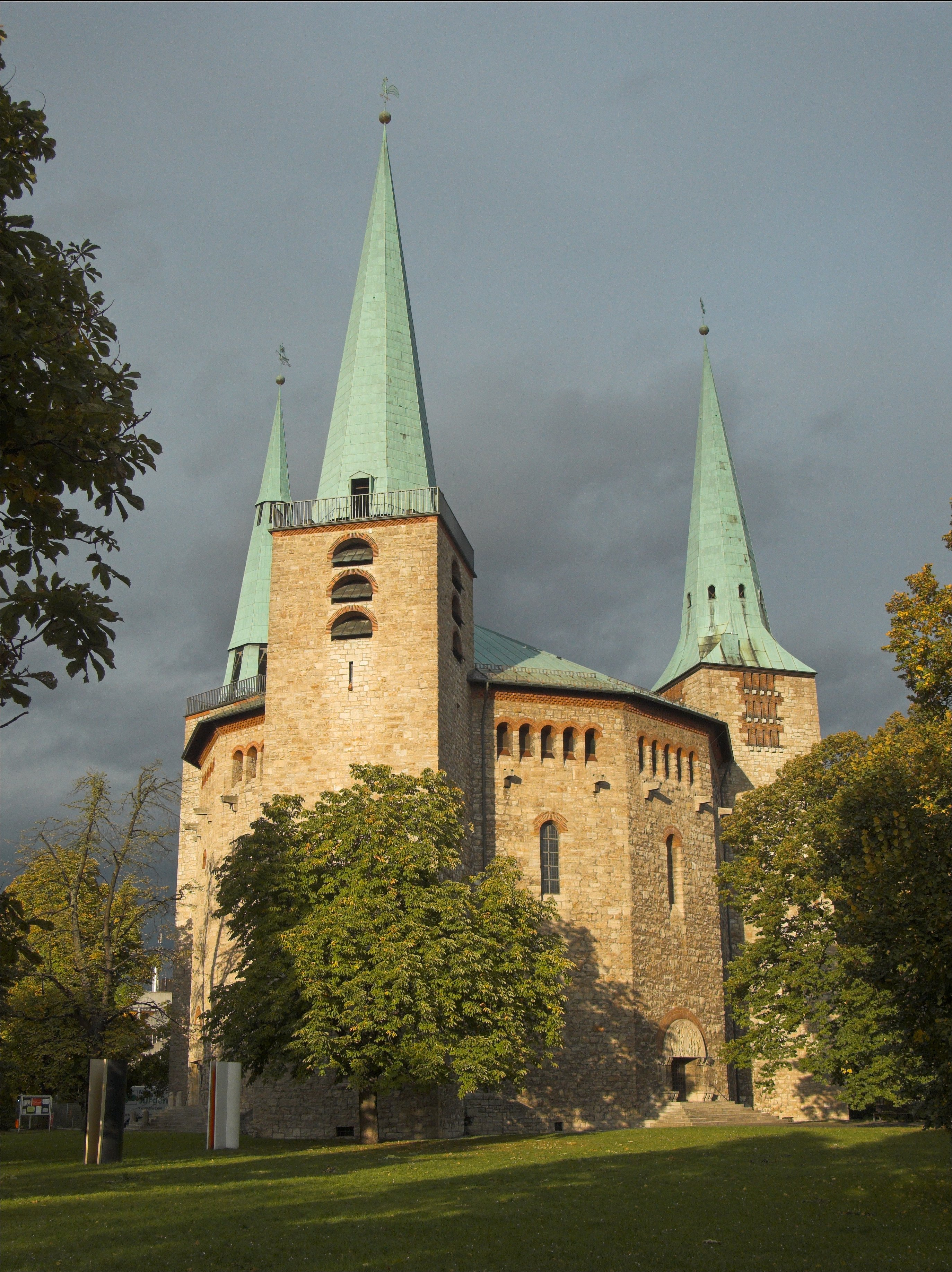
Reformations-Gedächtnis-Kirche

  - St. Lorenz ist ein prachtvoller Kirchenbau der Gotik und bildet städtebaulich das Pendant zu St. Sebald. Der im Zweiten Weltkrieg stark beschädigte Bau wurde in den alten Formen wieder aufgebaut. Die Kirche beinhaltet eine überaus reiche mittelalterliche Ausstattung, die zum großen Teil aus säkularisierten Klöstern zusammengetragen wurde.
  - St. Sebald: Langhaus, Turmuntergeschosse und Westchor gehören der spätesten Romanik an, der mächtige Ostchor entstammt der Parlerzeit. Das Bauwerk wurde zunächst historistisch erneuert, dann im Zweiten Weltkrieg stark beschädigt, danach wieder aufgebaut und seitdem mehrfach restauriert. Auch hier gibt es viele bedeutende Kunstschätze zu sehen.
  - Die Frauenkirche ließ Kaiser Karl IV. am Hauptmarkt errichten, wo sich zuvor die unter seiner Billigung abgerissene Synagoge befunden hatte. Das Bauwerk wurde über 3×3 Jochen als Hallenkirche mit Chor und reich skulptierter Vorhalle ungefähr zeitgleich mit dem Ostchor von St. Sebald errichtet. An seiner Westfassade befindet sich das berühmte Männleinlaufen.
  - St. Egidien steht unterhalb der Burg und ist ein barocker Bau, der jedoch im Zweiten Weltkrieg stark in Mitleidenschaft gezogen wurde. Vom ehemaligen Schottenkloster blieb eine zweischiffige Krypta aus romanischer Zeit erhalten.
  - St. Elisabeth von Wilhelm Ferdinand Lipper ist ein klassizistisches Bauwerk mit Kuppel, dessen Säulen mit Stuckmarmor ummantelt sind.
  - Das Heilig-Geist-Spital war eine wohltätige Stiftung des Konrad Groß, des reichsten Nürnbergers der ersten Hälfte des 14. Jahrhunderts. In der Heilig-Geist-Kirche, die im Zweiten Weltkrieg zerstört wurde, wurden seit Kaiser Sigismund die Reichskleinodien aufbewahrt.
  - St. Jakob, eine in der Grundsubstanz mittelalterliche Kirche westlich des Weißen Turms. Obwohl die Kirche während der gesamten reichsstädtischen Zeit dem Deutschorden gehörte, war sie seit 1531 evangelisch.
  - Kartäuserkloster, ehemaliges Kloster, seit 1857 Teil des Germanischen Nationalmuseums
  - St. Katharinen (profaniert), aus gotischer Zeit.
  - St. Klara steht direkt an der Stadtmauer (ungefähr auf Höhe des Bahnhofs) und zeigt bei den Schmuckformen des 13. Jahrhunderts enge Verwandtschaft mit St. Sebald, heute als Meditationskirche Offene Kirche St. Klara
  - St. Martha in der Königstraße gegenüber der Klarakirche, prächtige gotische Glasmalereien.
  - Moritzkapelle, stand neben der Sebalduskirche, wurde im Krieg zerstört.
- Außerhalb der Stadtmauern:
  - St. Johannis-Kirche aus dem 13. Jahrhundert; auf dem Friedhof befinden sich die Gräber von Albrecht Dürer, Willibald Pirckheimer, Veit Stoß und anderen berühmten Nürnbergern
  - Rochus-Kapelle
  - Reformations-Gedächtnis-Kirche nahe dem Stadtpark

## Profane Baudenkmäler

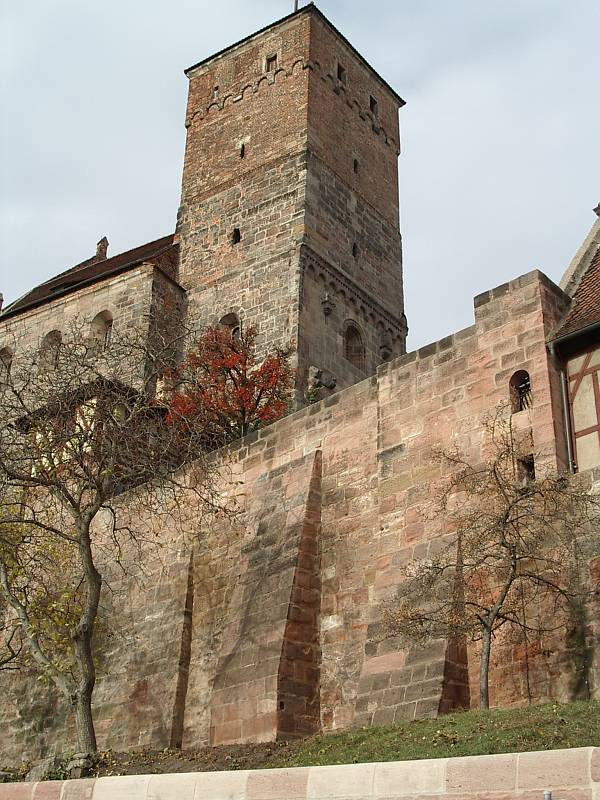
Burgkapelle

### Kaiserburg
Die nach 1945 wiederaufgebaute eigentliche Burg, die Nürnberger Burg, beherbergt heute u. a. eine Zweigstelle des Germanischen Nationalmuseums (Waffenabteilung, Geschichte der Burg) und ist das Wahrzeichen der Stadt. Zum Komplex der Burg, einer der wichtigsten Wehranlagen in Europa, zählen die eigentliche Kaiserburg mit der romanischen Doppelkapelle, mit dem Sinwellturm und mit z. T. spätmittelalterlichen Sälen, die östlich vorgelagerte Burggrafenburg und die nordöstlich platzierte Kaiserstallung von Hans Beheim dem Älteren mit dem Fünfeckigen Turm und dem Luginsland.

### Rathaus
Das Rathaus liegt gleich östlich des Chores von St. Sebald. Von Westen gibt sich das Rathaus noch immer als imposanter Barockbau des Architekten Jakob Wolff des Jüngeren zu erkennen, auch wenn es zu großen Teilen nach 1945 wieder neu aufgebaut werden musste (dabei wurde es an der Nordseite um zwei Fensterachsen verkürzt). An der Südseite ist ein im Kern gotischer Saalbau integriert. Die Lochgefängnisse gelten als Touristenattraktion.
Der Hauptmarkt ist als städtisches Ensemble hervorzuheben, zugehörig sind die Frauenkirche und der Schöne Brunnen (Rekonstruktion des frühen 20. Jahrhunderts; die originalen Teile sind zum Teil im Germanischen Nationalmuseum aufgestellt).

### Stadtbefestigung

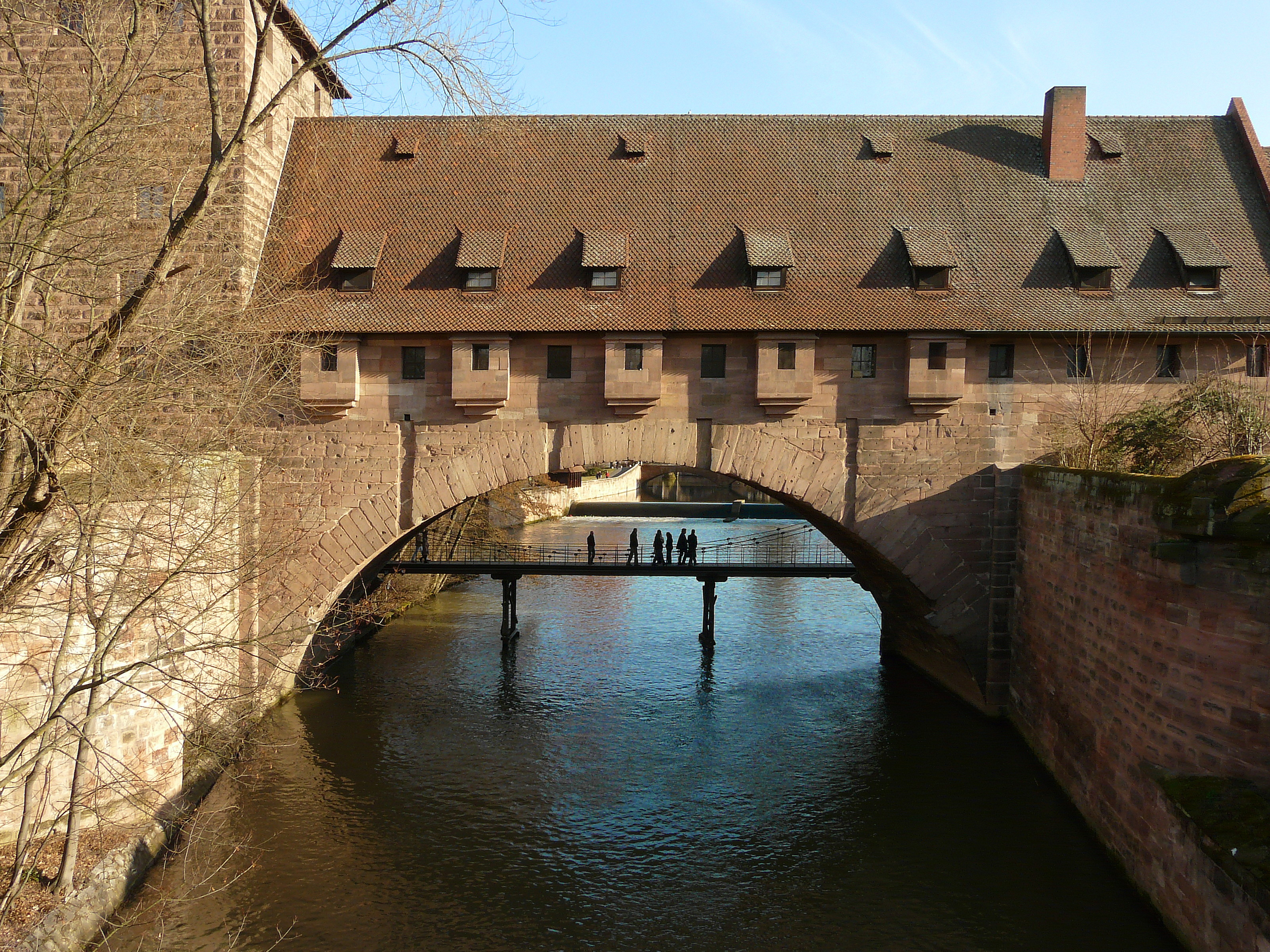
Fronfeste und Kettensteg

Die äußere Mauer ist, wenn auch zum Teil stark restauriert bzw. wiederaufgebaut, im Verlauf fast komplett erhalten; von der Inneren Stadtmauer, die wohl in der Mitte des 13. Jahrhunderts begonnen wurde, sind der Weiße Turm im Westen, der Laufer Schlagturm und der Schuldturm auf der Insel Schütt als markante Punkte zu nennen.
Am westlichen Stadtausgang überspannt die so genannte Fronveste von 1489/94 imposant die Pegnitz; der Schlayerturm mit achtseitigem Helm schließt sich nördlich an.
Hinter, auf und vor der Mauer und in dem stellenweise erhaltenen Stadtgraben gibt es zumeist öffentlich zugängliche Spazierwege. In den mächtigen Burgbasteien westlich und nördlich der Burg wurde der Burggarten angelegt, der in der warmen Jahreszeit allgemein zugänglich ist.

### Brücken

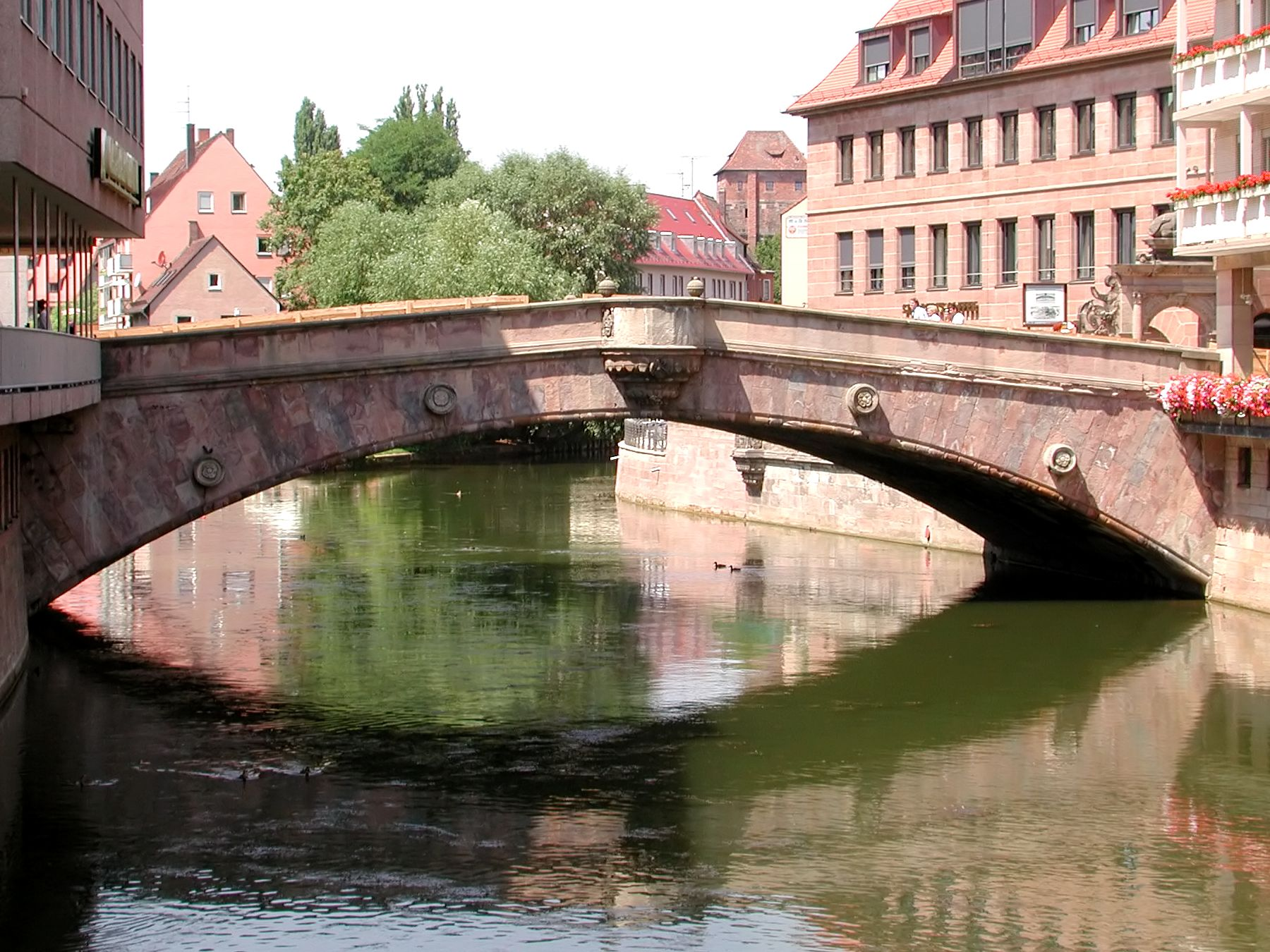
Fleischbrücke

Mehrere historische Brücken überspannen innerhalb der Stadtmauer die – durch Inseln mehrfach zweiarmige – Pegnitz.
- Die Südliche Karlsbrücke (benannt nach Kaiser Karl VI.) aus dem Jahre 1728. Zwei barocke Obelisken zeigen in Gegenüberstellung Kriegsadler und Friedenstaube. Die Nördliche Karlsbrücke (nach einer Nürnberger Patrizierfamilie auch Derrerbrücke genannt) wurde bereits 1486 erbaut und ist im Kern noch im alten Zustand erhalten.
- Die Museumsbrücke am Beginn der Königstraße, benannt nach dem anliegenden Haus der Gesellschaft „Museum“. Bis 1484 stand hier eine Holzbrücke, nach dem dort bis ins 16. Jahrhundert am Nordufer bestehenden Franziskaner- oder Barfüßerkloster auch Barfüßerbrücke genannt. 1700 entstand an deren Stelle ein steinerner Neubau. Sie wurde 1954 in verbreiterter Form und in Anlehnung an die vorangegangene Gestalt neu errichtet. Von der alten sind nur die beiden barocken Aufbauten der Kaisermonumente für Leopold I. und Joseph I. erhalten.
- Die Fleischbrücke überspannt die Pegnitz in einem einzigen Bogen. Sie wurde 1596–1598 nach dem Muster der Ponte Rialto in Venedig[2] von Meister Peter Karl konstruiert und unter Leitung des Ratsbaumeisters Wolf Jacob Stromer errichtet. Ein Modell der Rialtobrücke befindet sich in Schloss Grünsberg.
Seit dem 9. Februar 1599 liegt auf dem an der Fleischbrücke stehenden Portal, das einst zum Fleischhaus führte, ein steinerner Ochse. Seine lateinische Inschrift lautet „Omnia habent ortus suaque in crementa sed ecce quem cernis nunquam bos fuit hic Vitulus.“ (übersetzt „Alle Dinge haben einen Anfang und ein Wachstum, aber siehe: Niemals ist der Ochse, den du hier siehst, ein Kalb gewesen.“). Der Ochse samt Inschrift war durch die Jahrhunderte Anlass zu mancher Spöttelei und Spitzfindigkeit und „Das hätte mir der Ochse auf der Fleischbrücke auch sagen können“ ist in Nürnberg heute noch oft eine Erwiderung auf eine sinnlose Antwort.
- Die Maxbrücke, 1457 errichtet und 1852/53 völlig erneuert.
- Der Kettensteg am Altstadtausfluss der Pegnitz. 1824 vom Mechaniker Conrad Georg Kuppler konstruiert, war er die erste freischwebende Hängebrücke Deutschlands. Der Name kommt von mehreren drei Meter langen Gliedern, an denen die Brücke aufgehängt ist und die an sechs Pylonen sowie massiven Widerlagern an beiden Uferseiten verankert sind. Da die Konstruktion nicht als stabil genug betrachtet wurde, fügte man 1930 seitliche Eisenträger hinzu und stützte sie mit Holzpfeilern ab.

### Theater
- Das Opernhaus ist ein imposanter Bau der Gründerzeit; es liegt beim Bahnhof, gleich außerhalb der Stadtmauer (heute Staatstheater Nürnberg, Schauspielhaus und Kammerspiele).

### Sonstige Profanbauten
- Das Nassauer Haus ist der einzige erhaltene Wohnturm des Mittelalters in Nürnberg, direkt gegenüber der Lorenzkirche. Mit seinen Eckerkern strahlte es architektonisch noch weit in die Nürnberger Renaissancezeit aus.
- Das Fembohaus ist das einzige erhaltene Bürgerhaus der Renaissancezeit in Nürnberg. Im Inneren haben sich mehrere Prunkräume erhalten, auch eine prächtige Wandverkleidung aus dem im Zweiten Weltkrieg zerstörten Pellerhaus fand hier eine neue Bleibe. Das Fembohaus beinhaltet heute das Nürnberger Stadtmuseum.

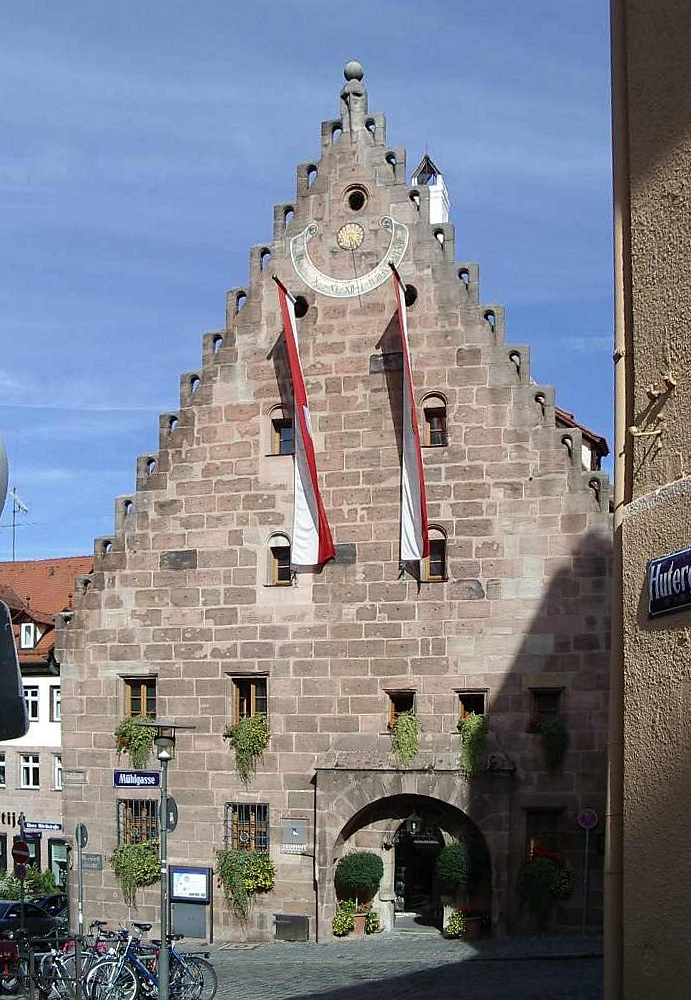
Das Unschlitthaus, errichtet 1490/91 von Hans Beheim dem Älteren

- Das ehemalige Unschlitthaus wurde 1490/91 aus Sandsteinquadern von Hans Beheim dem Älteren errichtet; mit der Westseite steht es direkt an der Pegnitz. Ein Treppengiebel zeichnet die Südseite aus.
- Felsengänge im Untergrund des Burgbergs

## Parks und parkartige Anlagen
- Burggarten auf den ehemaligen Bastionen, nördlich und westlich der Burg gelegen.
- Teile der ehemaligen Stadtbefestigung sind parkartig gestaltet.
- Hallerwiese, westlich der Hallertors an der Pegnitz bis zur Kleinweidenmühle.
- Rosenaupark
- Hesperidengärten, in der Vorstadt St. Johannis (Johannisstraße, Südseite)
- Der Johannisfriedhof in St. Johannis (Kreuzung Brückenstraße/Kirchenweg) wurde als Pestfriedhof außerhalb der Stadtmauern angelegt. Unzählige historische Grabmäler teils berühmter Nürnberger haben sich hier erhalten.
- Insel Schütt (zum Teil über einer Tiefgarage)
- Rochusfriedhof, in der Vorstadt Gostenhof
- Wöhrder Friedhof, in der Vorstadt Wöhrd

Nördlich der Altstadt:
- Der Stadtpark an der Bayreuther Straße ist 1882 entstanden; anlässlich der 1. Bayerischen Landes- und Gewerbeausstellung gestaltete man den dort bereits seit Mitte des 19. Jahrhunderts bestehenden englischen Garten (Maxfeld) um. Um den Park zu erweitern, wurde 1904/05 der „Deumentenhof“ am nördlichen Ende abgerissen. 1950–1955 wurden Kriegsbeschädigungen behoben. Ein weitläufiges flaches Brunnenelement wurde wohl um 2000 angelegt.
- Der weitläufige Volkspark Marienberg liegt südlich des Flughafens.

Östlich der Altstadt:
- Cramer-Klett-Park
- Wöhrder Wiese
- Rechenberg mit Volkssternwarte
- Platnersberg

## Adelssitze, Bürgerhäuser und sonstige Wohnanlagen

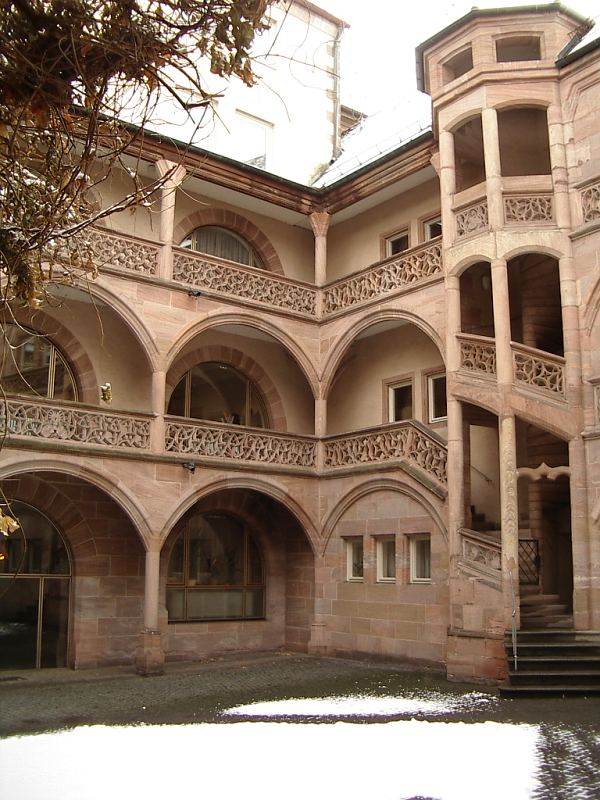
Wohnhaus Theresienstr. 7, Innenhof mit Galerien mit Maßwerkbrüstungen und offener Wendeltreppe

- Das Nassauer Haus ist eines der prominentesten Häuser. Dieser ehemalige Ministerialenwohnsitz liegt gleich nordwestlich der Kirche St. Lorenz und ist ein im Kern hochmittelalterlicher Wohnturm (im unteren Bereich wohl um 1200, jedoch sind bei den Öffnungen neuzeitliche Veränderungen festzustellen). Er war 1945 völlig ausgebrannt; der Wiederaufbau in historischer Gestalt wurde bis 1967 bewerkstelligt.
- Das Wohnhaus Theresienstraße 7 wurde 1509/12 wohl von Hans Beheim dem Älteren erbaut; nach den Kriegsbeschädigungen wurden Teile des Innenhofs wieder aufgebaut.
- Der Hirsvogelsaal entstand 1534 als Anbau an das Haus der Familie Hirschvogel und wurde im Zweiten Weltkrieg zerstört. Der Neubau im Garten des Tucherschlosses, beherbergt die Ausstattung des Saals die im Zweiten Weltkrieg geborgen wurde.
- Das Pellerhaus wurde in der Renaissancezeit errichtet und im Zweiten Weltkrieg zerstört. Einige der Gebäudereste (z. B. Innenhof) wurden in die Architektur der 1950er Jahre einbezogen.
- Das Toplerhaus (Untere Söldnersgasse 17), am Paniersplatz im Burgviertel gelegen, 1590/91 von Jakob Wolff d. Ä. erbaut, wurde im Zweiten Weltkrieg zerstört und nicht wieder aufgebaut.
- Das Albrecht-Dürer-Haus, bei der Mauer am Tiergärtnertor gelegen, ist ein Fachwerkhaus mit einer bewegten Geschichte. Das Dürer- und das Pilatushaus können als Beispiele für gut restaurierte Fachwerkhäuser genannt werden.

## Brunnen, Denkmäler und Einzelfiguren

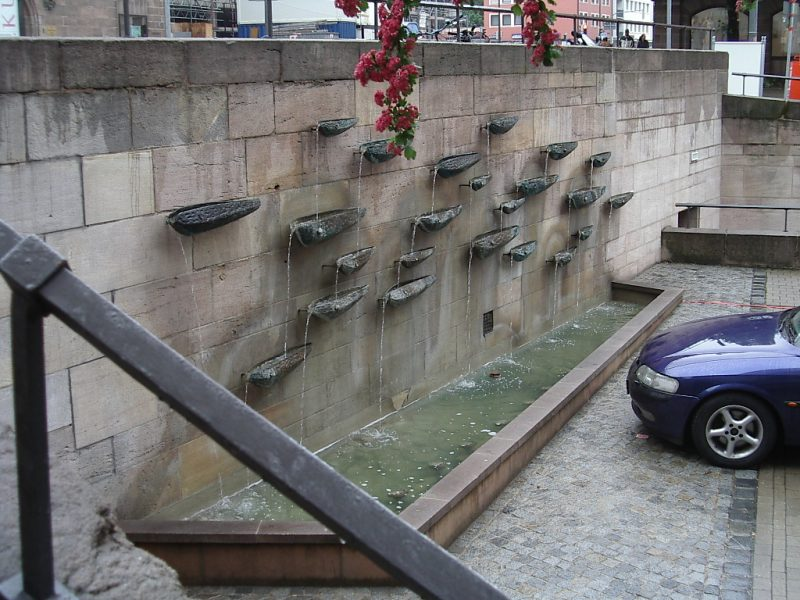
Fischebrunnen (Wandbrunnen) am Fünferplatz

Bis in die Gegenwart wurden als die Stadt belebende Elemente künstlerisch gestaltete Brunnen angelegt. Der im Historismus völlig erneuerte Schöne Brunnen auf dem Hauptmarkt wurde ursprünglich im 14. Jahrhundert errichtet.

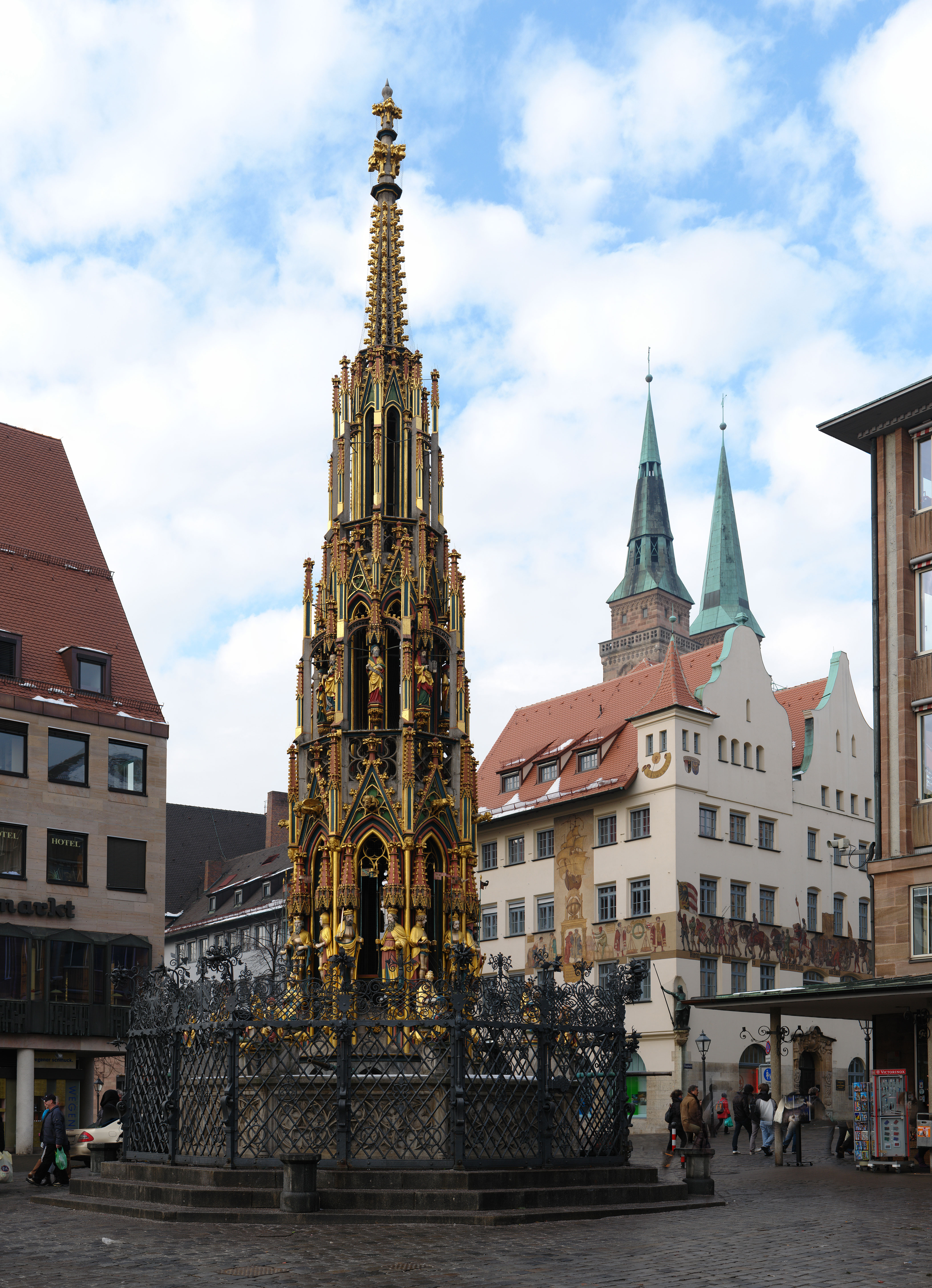
Der Schöne Brunnen

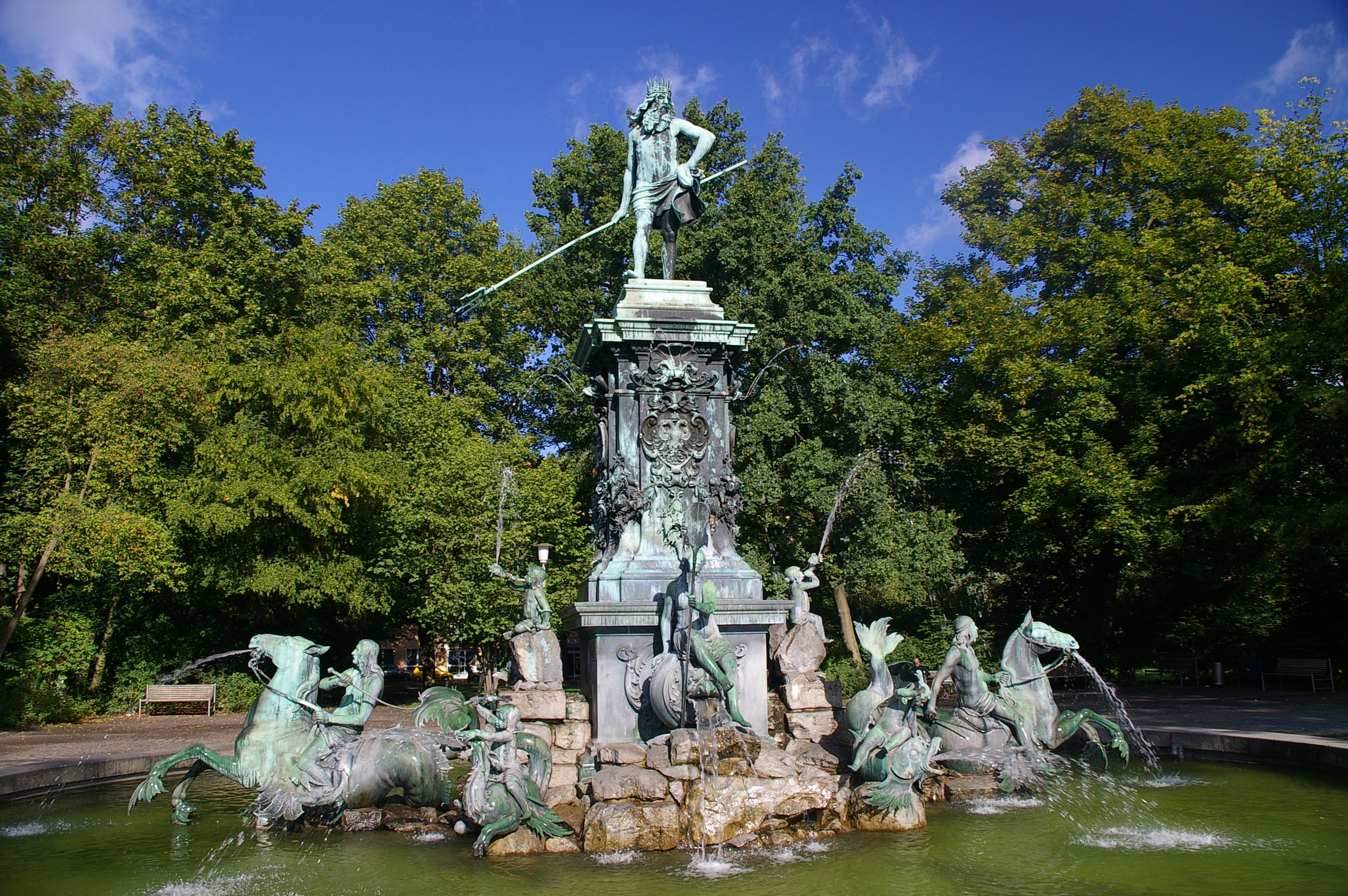
Neptunbrunnen

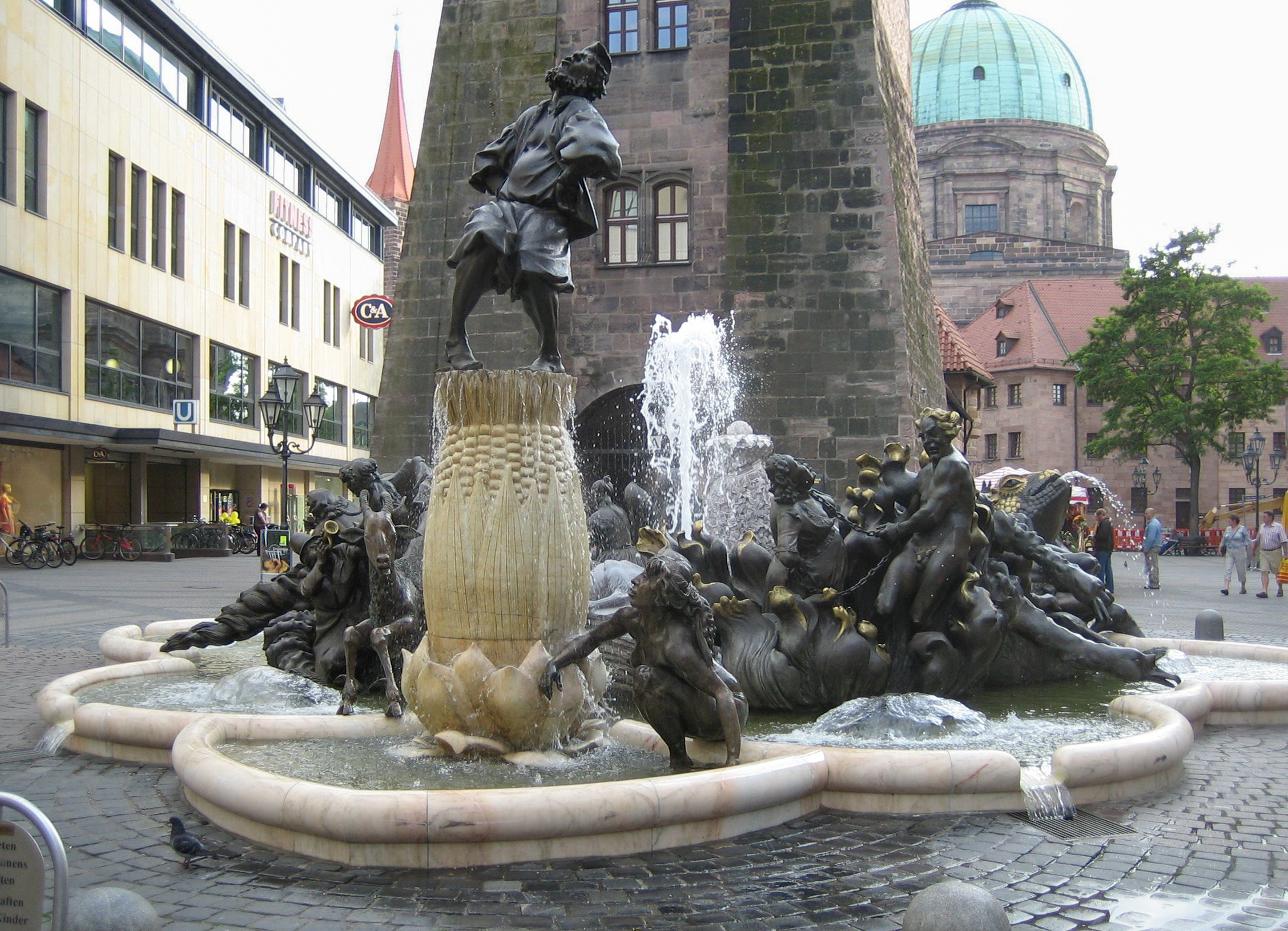
Hans-Sachs-Brunnen oder Ehekarussell

Der barocke Neptunbrunnen (1668) gilt als größter Barockbrunnen nördlich der Alpen und bedeutendes Zeugnis des deutschen Frühbarock. In Nürnberg steht heute nur noch ein Zweitguss aus dem 19. Jahrhundert, der nach dem zur NS-Zeit verfügten Abbau vom Hauptmarkt, inzwischen in abseitige Lage in den Stadtpark verbracht worden ist.
1821 wurde der Albrecht-Dürer-Brunnen am Maxplatz nach Entwurf von Carl Alexander von Heideloff in klassizistischen Formen geschaffen; er ist zugleich ein Denkmal für Willibald Pirckheimer.
Einer der jüngsten Brunnen in Nürnbergs Stadtgeschichte ist der 1984 auf dem Platz vor dem Weißen Turm aufgestellte Brunnen Ehekarussell, der größte Figurenbrunnen Europas aus dem 20. Jahrhundert.

### Brunnen
- Apollobrunnen, Pellerhaus (Original im Fembohaus)
- Armbrustschützenbrunnen / Schnepperschützenbrunnen, Hallerwiese
- Bärenbrunnen, Platnersberg
- Burgschmietbrunnen, Burgschmietstraße
- Dudelsackpfeiferbrunnen, Unschlittplatz
- Dürer-Pirckheimer-Brunnen (klassizistisch), Maxplatz
- Ehekarussell, eigentlich Hans-Sachs-Brunnen (20. Jahrhundert, von Jürgen Weber)
- Erosfontäne/Putto-Löwen-Brunnen, Johannistraße 13
- Fischebrunnen (Wandbrunnen 1950er Jahre), Fünferplatz
- Fleischhauerbrünnlein, Hauptmarkt 1
- Gänsemännchenbrunnen, von Pankraz Labenwolf, am Rathaus
- Geiersbrunnen, Geierberg 16
- Gockelreiterbrünnchen, Karlstraße 13
- Große Brunnenanlage/Wasserorgel, Heinrich-Böll-Platz
- Grübelsbrünnlein, Innerer Laufer Platz 11
- Hanselbrunnen, Heilig-Geist-Spital (nördlicher Hof)
- Hennenbrunnen, an der Mauthalle
- Hiserlein-Brunnen, Unschlittplatz 7a
- Hofbrunnen, Weißgerbergasse 35
- Knöpfleinsbrunnen (20. Jahrhundert) Ludwigsplatz
- Kugelbrunnen, Hauptmarkt-Südseite
- Kunstbrunnen, Stephanstraße (1881, August von Kreling)
- Liegende (Mögeldorfer Plärrer)
- Löwenbrunnen, Jakobsplatz
- Ludwig-Eisenbahn-Brunnen, Fürther Straße
- Mauritiusbrünnlein, Theresienstraße 7
- Meeresreiter/Neride (Abguss einer Figur des Neptunbrunnens), Adenauerbrücke
- Minnesängerbrunnen, Rosenaupark
- Narrenschiff (20. Jahrhundert, von Jürgen Weber), trocken aufgestellt, Plobenhofstraße/Museumsbrücke
- Neptunbrunnen (Barockbrunnen), Stadtpark (Erstguss in Peterhof/Russland)
- Norisbrunnen, Archivpark
- Nymphenbrunnen (1895, Fritz Radow), Aufseßplatz
- Peter-Henlein-Brunnen, Hefnersplatz
- Plärrerfontäne, Am Plärrer
- Pomonabrunnen, Sandreuthstrasse 21, 1914 von Philipp Kittler[3]
- Rathausbrunnen (Puttenbrunnen), großer Rathaushof
- Schalenbrunnen, Südseite Fleischbrücke
- Schillerbrunnen, Stadtpark
- Schöner Brunnen, spätmittelalterlicher Brunnen am Hauptmarkt
- Schützenbrünnlein,[4] (Schnepperschützenbrunnen) auf der Hallerwiese
- Abstrakter Brunnen ("Stockzahn") (1970, von Josef Gollwitzer)[5], Spitalgasse
- Teufelsbrünnlein, Lorenzer Platz
- Tiefer Brunnen, Burg
- Tritonbrunnen (Barockbrunnen), Maxplatz
- Tugendbrunnen (spätgotisch/Frührenaissance), Lorenzer Platz
- Vater-und-Sohn-Brunnen, Matthäus-Hermann-Platz
- Vier-Jahreszeiten-Brunnen, Johannisstraße 19
- Wasserspiele im Hesperidengarten, Johannisstraße 47
- Wasserspiel im Wöhrder See (Fontäne), Adenauerbrücke

### Denkmäler und Standbilder
- Albrecht Dürer (Albrecht-Dürer-Platz)
- Caritas Pirckheimer (von Balthasar Schmitt, 1928, Keßlerplatz)
- Friedrich von Schiller (Stadtpark)
- Hans Sachs (von Konrad Kraußer, 1874, Hans-Sachs-Platz)
- Hermann Kesten (von Wilhelm Uhlig, 1988, Katharinenklosterhof)
- Hiob (von Gerhard Marcks, 1957, vor St. Klara)
- Johann Pachelbel (Gedenktafel, von Helmut Ulrich, 2018, Sebalduskirche)
- König Cyrus (Gartenfigur, 18. Jh., Kontumaz-Gartenanlage)
- Konrad Groß (von Maximilian Rueß, 1968, Spitalgasse/Spitalapotheke)
- Ludwig van Beethoven (Neutorgraben)
- Margarete Engelhard, Marktfrau (Hauptmarkt, Seitenweg zum Obstmarkt ggü. der Frauenkirche, Wandplastik im Halbrelief)
- Martin Behaim (von Johann Wolfgang Rößner 1890; Theresienplatz)
- Max Morlock (an der Nordkurve des Stadions)
- Otto von Bismarck (Prinzregentenufer)
- Philipp Melanchthon (von Jakob Daniel Burgschmiet 1826, Egidienplatz)
- Richard Wagner
- Wilhelm I, deutscher Kaiser (von Syrius Eberle und Wilhelm von Rümann, 1904, Egidienberg)
- Willy Brandt (von Josef Tabachnyk, 2009, Willy-Brandt-Platz)

### Plastiken, Skulpturen, Bildwerke

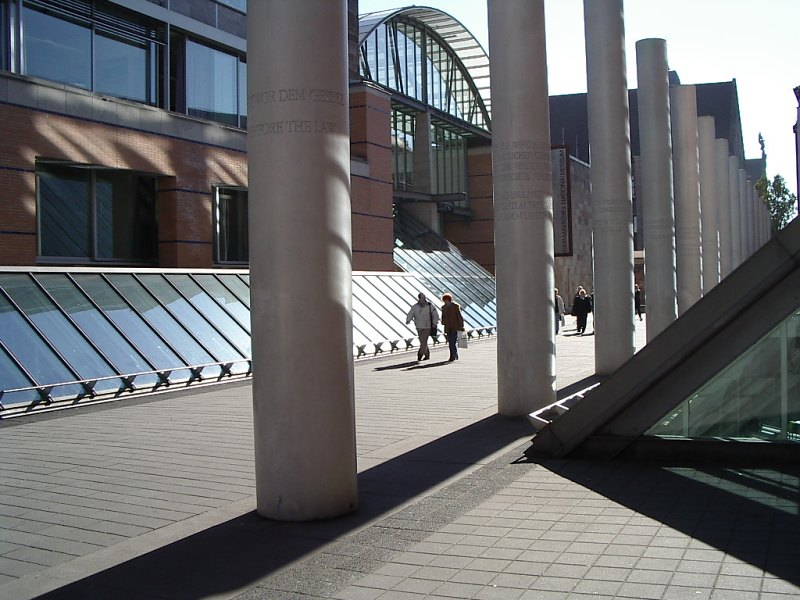
Straße der Menschenrechte

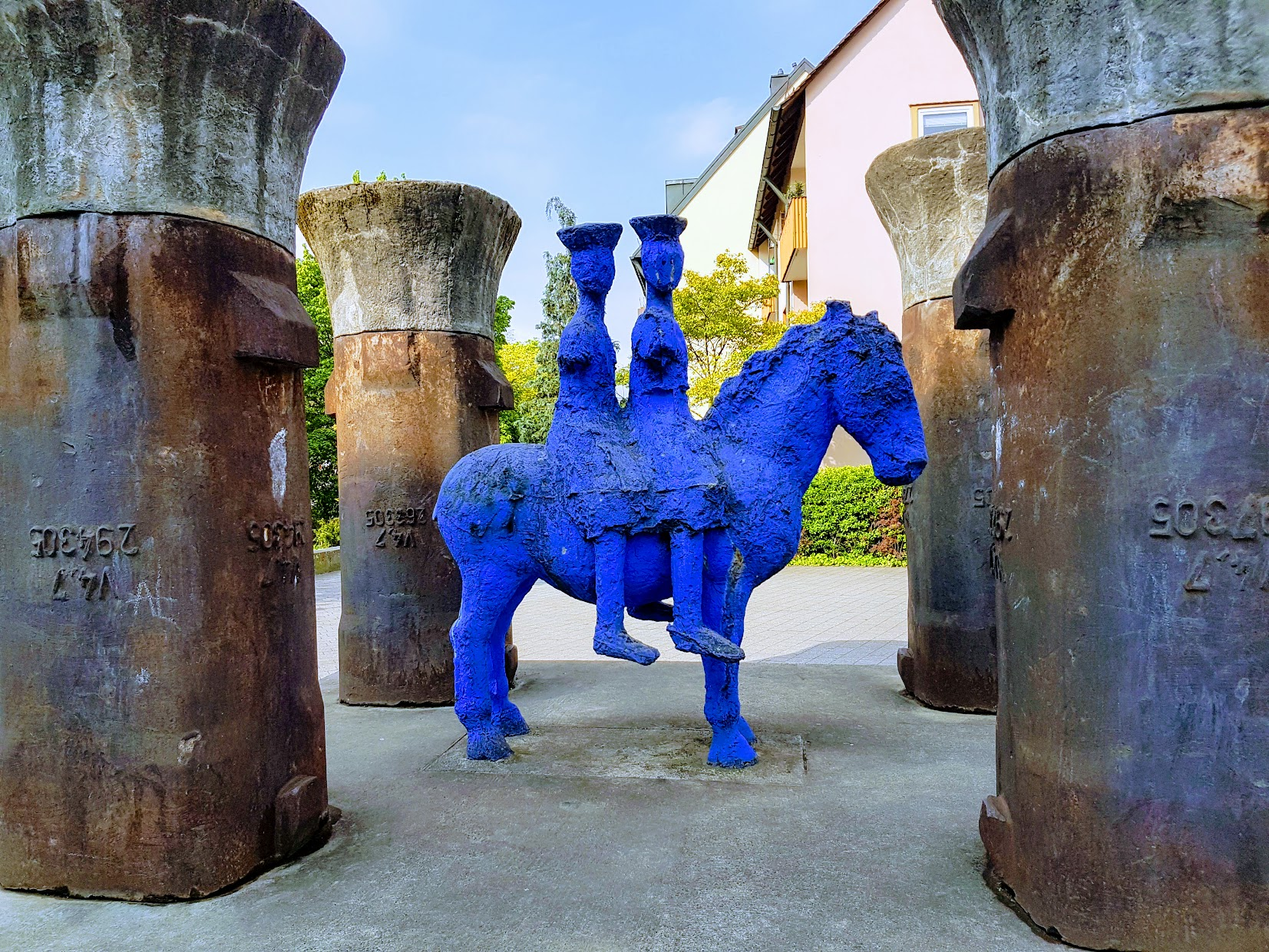
Blaue Reiter, Andrej-Sacharow-Platz (2017)

- Arion (von Gudrun Kunstmann, 1954, Tiergarten Platz vor dem Delphinarium)
- Baum des Jahres (Aluminium) von Andreas Alfaro (Plärrer, Ecke Dennerstraße)
- Begegnung/Reitergruppe (von Karl Reidel, 1966, Bartholomäusstraße)
- Blauer Reiter (von Johannes Bruns, 1993, Andrej-Sacharow-Platz)
- Delphin (von Gudrun Kunstmann, 1973 Tiergarten Platz vor dem Delphinarium)
- Double (von Hans Heiber, 1976 Lorenzer Straße vor der Sparkasse)
- Eisenbahndenkmal (Fürther Straße)
- Fünf-Männer-Gruppe (von Karl Reidel, Bronze, 1970, an der Volksschule auf der Insel Schütt)
- Große Scheibe (von Arnaldo Pomodoro, 1971, Gewerbemuseumsplatz)
- Hase – „Hommage an Dürer“ (von Jürgen Goertz, Tiergärtnertorplatz)
- Heimatvertriebenen-Relief von Emil Zentgraf 1968 (Neutorzwinger)
- Kauernde von Wilhelm Uhlig (Maxtor)
- Kicker-Statue von Josef Tabachnyk, 2014, (Kicker-Sportmagazin)
- Synagogen-Mahnmal für die ehem. Hauptsynagoge am Hans-Sachs-Platz (Nördl. Brückenkopf der Heubrücke)
- Liegende (von Christian Hoepfner, am Mögeldorfer Plärrer)
- Netz-Skulptur (von Ansgar Nierhoff, auf dem Stumpf des ehemaligen Blausternwerkes – seit dem Symposion Urbanum von 1971 dort aufgestellt.)
- Prantlstein (Hauptmarkt)
- Säule 32/69 (von Johann Erich Hauser, 1969, Allersberger Straße)
- Siegessäule, Denkmal für den Deutsch-Französischen Krieg 1870/71 (von Friedrich Wanderer, Köpfleinsberg)
- Straße der Menschenrechte, Stelenweg (von Dani Karavan, Karthäusergasse)
- Sitzende (von Arne-Bernd Rhaue, 1978, Wöhrdersee Johann-Soergel-Weg)
- Symposion Urbanum (von Raffael Benazzi, Holzskulptur, Schmnuckhof Plobenhofstraße)
- Tanzendes Bauernpaar (von Waldemar Grzimek, Trödelmarkt)
- Trauernde Noris (von Philipp Kittler, 1923–1927, Westfriedhof, früher am Rathenauplatz)
- Totemkopf (von Henry Moore, Karolinenstraße)
- Welthandel (von Hella Rosner-Böhnlein, Kaiserstraße/Köpfleinsberg)
- Zentrales Denkmal Flucht und Vertreibung 1945 (von Joachim Bandau, 1999, Hallplatz)

## Bauwerke aus neuerer Zeit

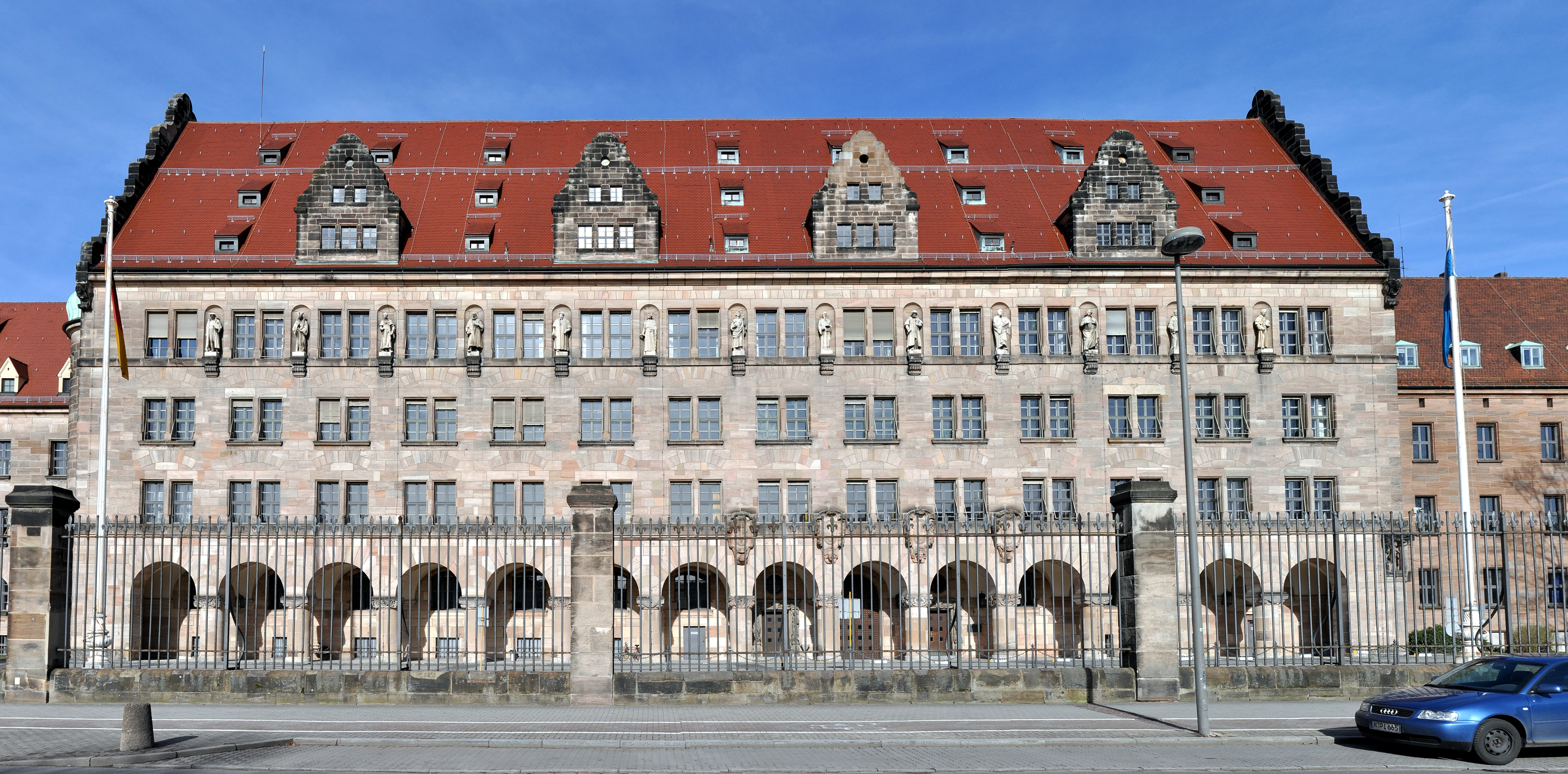
Justizpalast, Mittelbau

### Neubarock
- St. Michael, 1908 (Wilhelm-Marx-Straße)
- St. Willibald, 1909 (Zengerstraße)

### Neugotik
- Christuskirche, 1894 (Siemensplatz)
- Dreieinigkeitskirche, 1900 (Glockendonstraße)
- Herz-Jesu-Kirche, 1905 (Wirthstraße)
- St. Peter, 1901 (Regensburger Straße)

### Neuromanik
- St. Antonius, 1909 (Denisstraße)
- St. Martin, 1934 (Rollnerstraße)

### Gründerzeit und Historismus
- Hansa-Haus, Fürther Straße 2, 1893–1895, von K. Schultheiss
- Hauptbahnhof, dreischiffiger Großbau im Neorenaissance-Stil mit Jugendstilanklängen, 1906, im Wesentlichen bei veränderter Dachform und Mittelhalle, erhalten.
- Opernhaus, 1906
- Hotel Deutscher Hof, Frauentorgraben/Lessingstraße, 1912, von Hans Müller
- Justizpalast, Fürther Straße 110, 1909–1916, von Hugo von Höfls

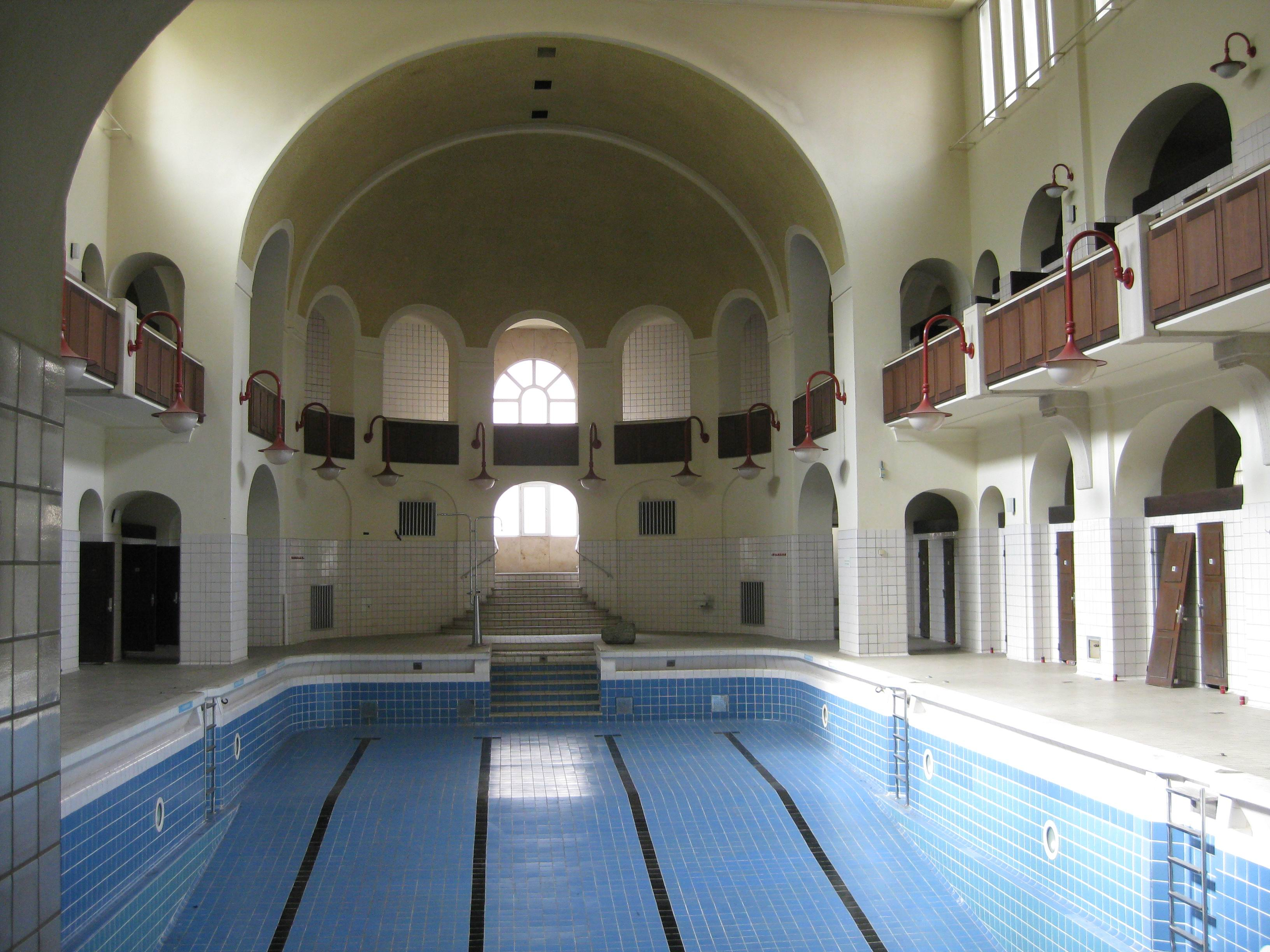
Volksbad, Schwimmhalle 1, 1913

### Jugendstil und Gartenstadtbewegung
- Bismarck-Schule, Bismarckstraße 20, 1902–1904 von Carl Weber und Georg Kuch. Im Originalzustand erhalten.
- Rangierbahnhof-Siedlung, Eisenbahnersiedlung nach den Idealen der Gartenstadt-Bewegung in zwei Abschnitten von 1910–1914 und 1920–1923 errichtet. Planung: German Bestelmeyer, Hans Lehr, Georg Kuch, Hans Weiß. Weitgehend erhalten.
- Gartenstadt Nürnberg, Arbeitersiedlung nach den Idealen der Gartenstadt-Bewegung in zwei Abschnitten von 1910–1914 und 1920–1923 errichtet. Planung: Richard Riemerschmid, Hans Lehr, Heinrich Lotz. Weitgehend erhalten.
- Ensemble der Vereinigten Margarine-Werke Nürnberg, 1912 von Georg Richter im Jugendstil mit barockisierenden Elementen errichtet. Weitgehend unverändert erhalten.
- Lessingtheater, Frauentorgraben/Lessingstraße, 1912, von Hans Müller
- Volksbad, großes Jugendstilhallenbad mit drei Schwimmhallen, 1913 nach den Plänen von Carl Weber fertiggestellt. In geringem Umfang kriegsbeschädigt, geschlossen. Innenausstattung nahezu vollständig im Originalzustand erhalten.
- Alte Eingangshalle des Germanischen Nationalmuseums, 1916 von German Bestelmeyer, weitgehend unverändert erhalten.
- Friedenskirche am Palmplatz, 1925 von German Bestelmeyer, unverändert erhalten.

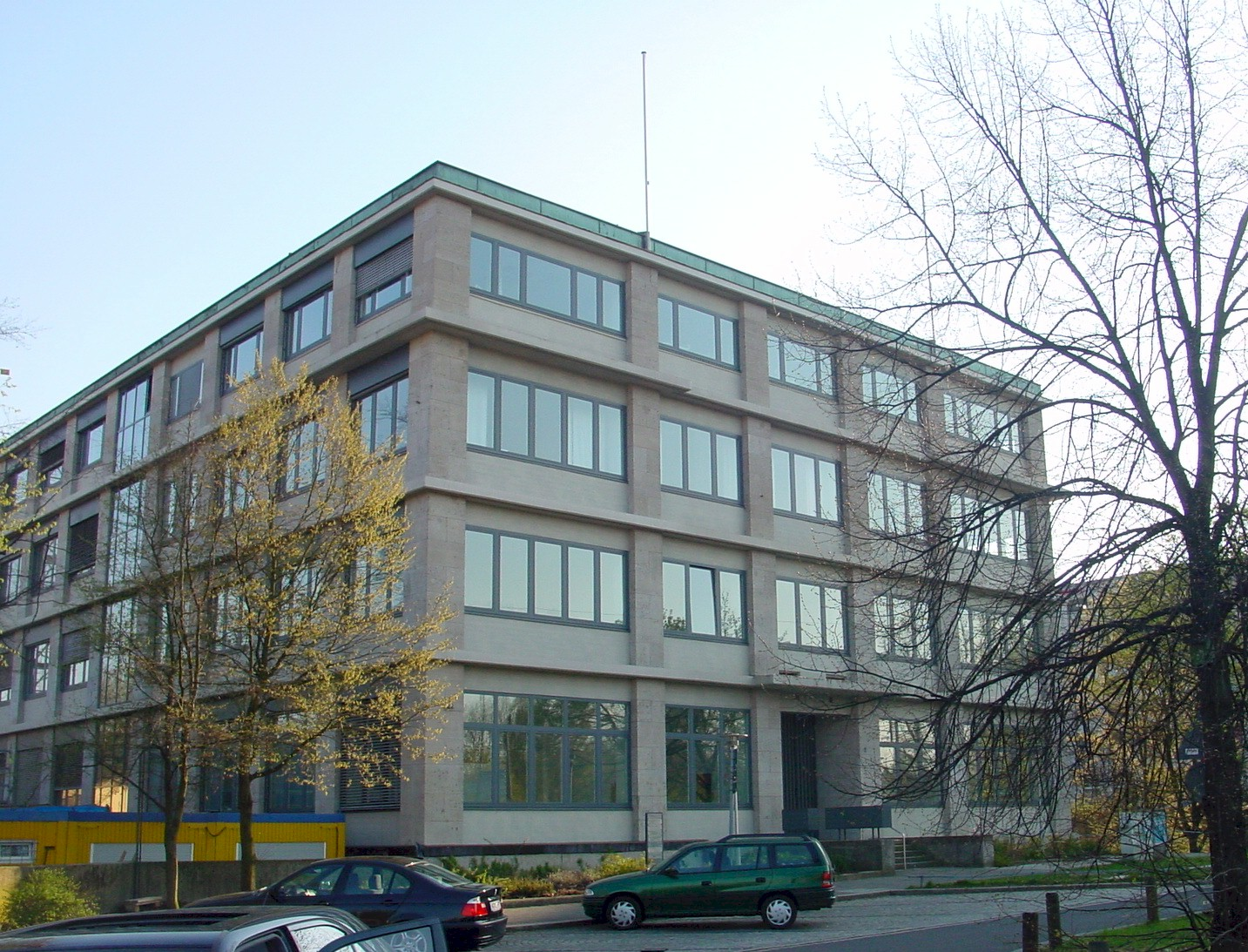
Verwaltungsgebäude Milchhof, 1930

### Klassische Moderne
- Kaufhaus Schocken am Aufseßplatz (1926, Erich Mendelsohn)
- Planetarium am Rathenauplatz (1927 Otto Ernst Schweizer), 1934 auf Betreiben Julius Streichers abgerissen
- Städtisches Stadion (Heute Frankenstadion), 1926–1928 von Otto Ernst Schweizer seit 1970 und dann 2004–2006 stark überformt und nur noch Details nachvollziehbar
- Poststadt – Betriebsgelände der früheren Reichspost mit Werkswohnungen in der Nürnberger Südstadt, zwischen 1928 und 1931 nach Entwurf von Georg Kohl u. a. entstanden.
- Großwohnanlage Gibitzenhof (um den Dr.-Luppe-Platz), 1929–1930 von Ludwig Wagner-Speyer.
- Großsiedlung Nordostbahnhof, 1929–1931 von Karl Sorg u. a.
- Frauenklinik der Städtischen Krankenanstalten (heute Nordklinikum), 1929 von Robert Erdmannsdörfer, weitgehend original erhalten.
- Verwaltungsgebäude der vormaligen FÜW an der Hainstraße 1930 von Hans Müller und Karl Kröck (ab 1970 stark überformt, aber im Kern noch erkennbar)
- Berufsschule für Frauenberufe, Pilotystraße 4, 1930 von Robert Erdmannsdörfer, weitgehend original erhalten.
- Milchhof Nürnberg, 1930 von Otto Ernst Schweizer, heute steht nur noch das Verwaltungsgebäude. Die restlichen Gebäude wurden 2008 abgerissen.
- Volkssternwarte auf dem Rechenberg, 1930/31 von Paul Seegy.
- Fürsorgeanstalt für Lungenkranke, Johannisstraße 37a, 1932 von Walter Brugmann, 2007 bei Erhaltung der ursprünglichen architektonischen Gestalt zu Wohnungen umgebaut.
- Zentrale Straßenbahnwartehalle Plärrer-Automat, 1931–1932 von Walter Brugmann, 1978 abgebrochen.

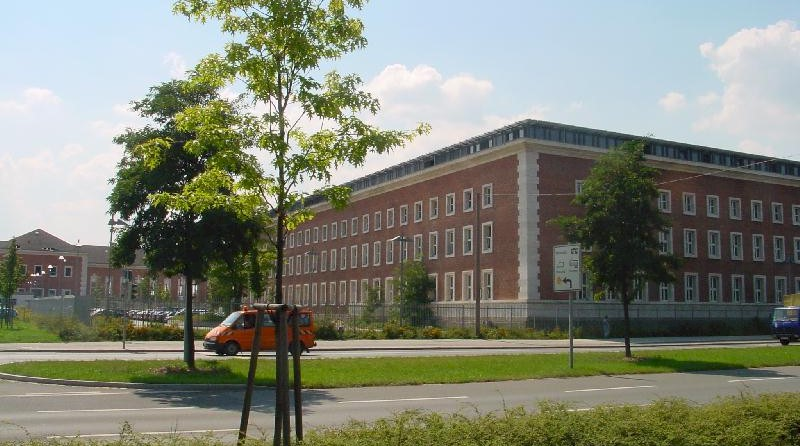
Südkaserne 1938

### Totalitäre Architektur im Dritten Reich
- Das Reichsparteitagsgelände – Wegen der Funktion Nürnbergs als Stadt der Reichsparteitage planten die Nationalsozialisten im Südosten der Stadt das Reichsparteitagsgelände. Das unvollendete Projekt ist Zeugnis der Gigantomanie der NSDAP-Herrschaft und belegt deren Hang zu architektonischem Pathos und übersteigerter Monumentalität. Das Gelände ist heute eine ungeliebte historische Erblast, über deren geschichtliche Bedeutung ein Informationssystem Auskunft gibt.
- Südkaserne, ehemals SS-Unterkunft, 1938 von Ludwig Ruff

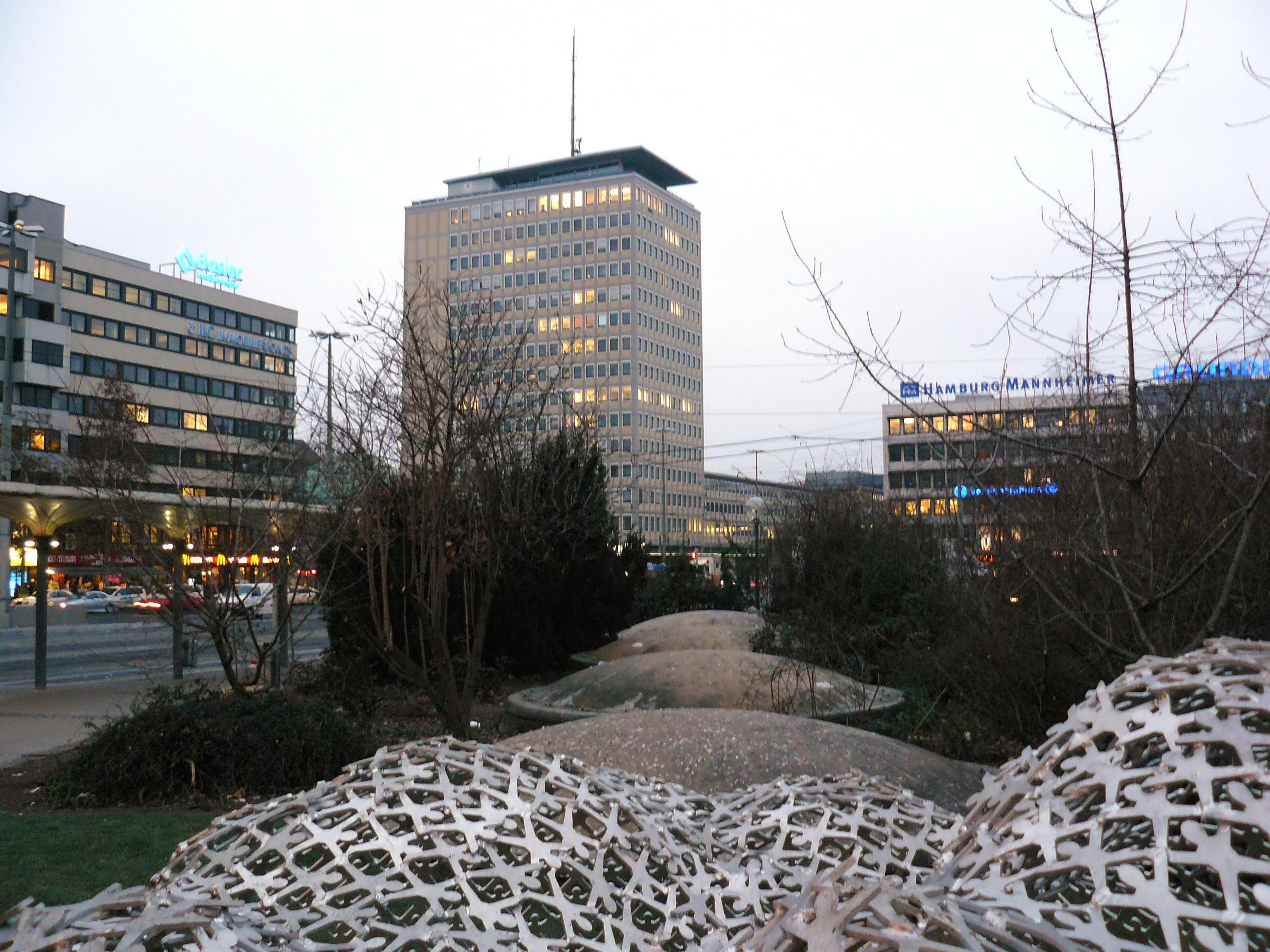
Plärrerhochhaus, 1953

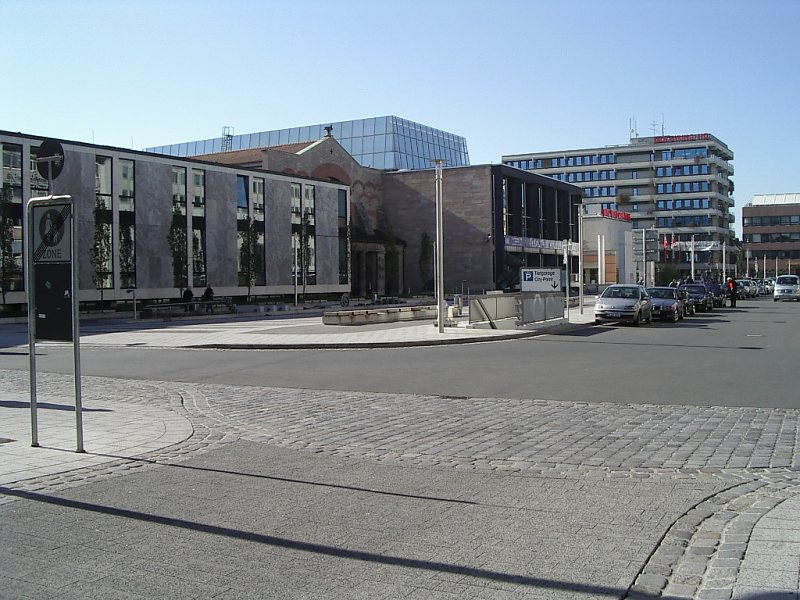
Germanisches Nationalmuseum, Theodor-Heuss-Bau, 1957

### Nachkriegsarchitektur der Wiederaufbauzeit (bis ca. 1980)
- Handwerkskammer für Mittelfranken, 1950–1952 von Heinz Buff, zwischenzeitlich stark verändert.
- Verwaltungsgebäude der Bayerischen Staatsbank (heute Heimatministerium) am Lorenzer Platz 9, 1951 von Sep Ruf.
- Christuskirche, Tafelfeldstraße.
- Duda-Eck, Königstraße/Ecke Karolinenstraße.
- Neues Schauspielhaus am Richard-Wagner-Platz, erbaut 1951–1959 nach den Plänen von Kurt Schneckendorf, 2008–2010 umgebaut und weitgehend überformt.
- Akademie der Bildenden Künste Nürnberg, 1952–1954 von Sep Ruf
- Neues Rathaus, 1956 von Kurt Schneckendorf.
- Mayersches Pellerhaus, 1955–1957 von Fritz und Walter Mayer
- Erweiterungsbauten des Germanischen Nationalmuseums (u. a. Theodor-Heuss-Bau), 1956–1971, von Sep Ruf.
- Plärrerhochhaus, das erste Hochhaus in Bayern, 1953 von Wilhelm Schlegtendal
- Großversandhaus Quelle, Fürther Straße 205, 1955–1964 in mehreren Abschnitten, von Ernst Neufert
- Experimenteller Wohnungsbau Elementa '72, 1974 von Otto Steidle.
- Fernmeldeturm Nürnberg – zwischen 1975 und 1977 erbaut.

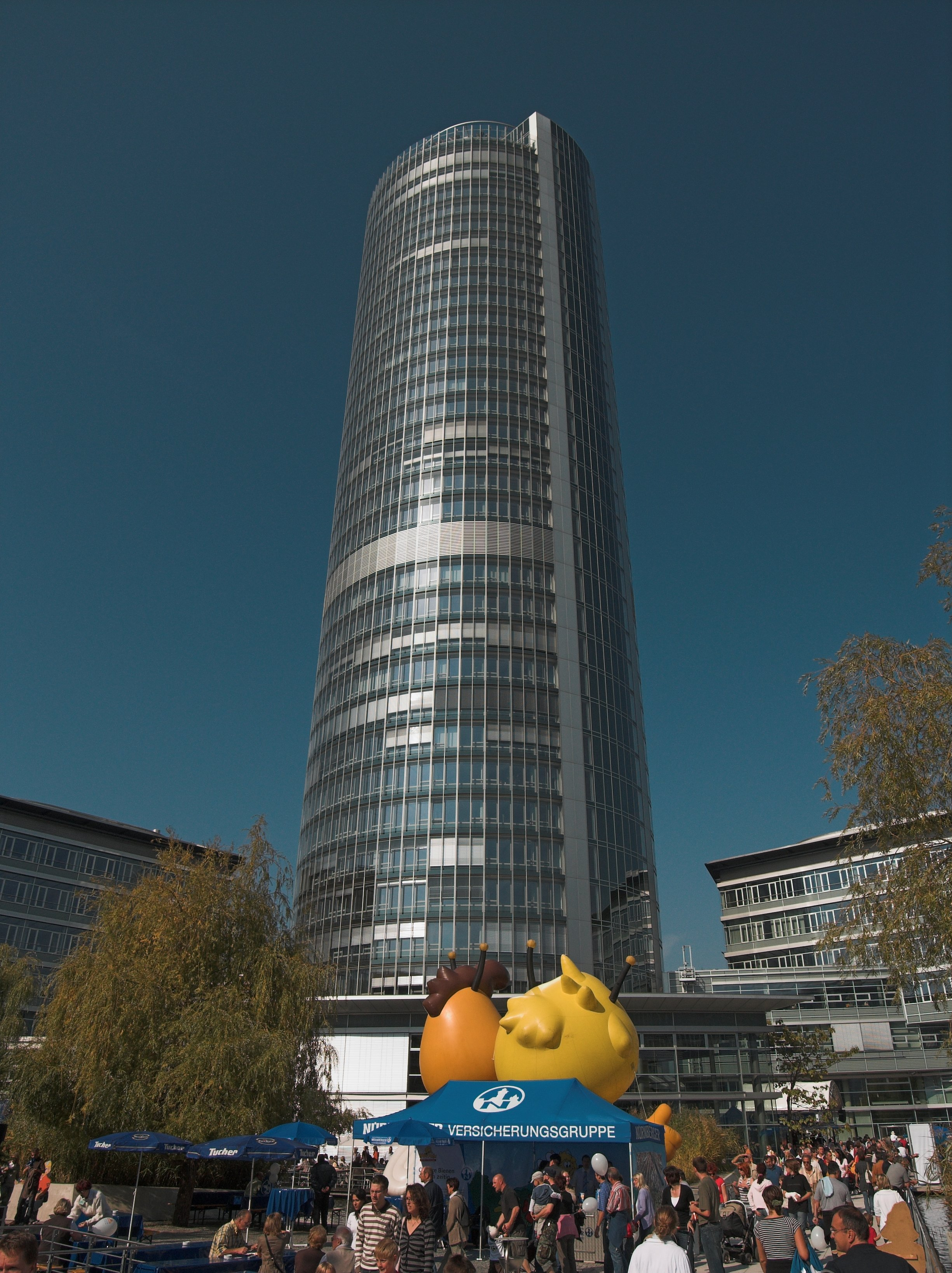
Business Tower

### Gegenwart (seit ca. 1980)
- Alcan-Aluminiumwerk an der Nopitschstraße, 1980 von Ekkehard Fahr und Dieter Schaich
- Erweiterungsbauten des Germanischen Nationalmuseum (Kartäuserbau, Eingangshalle, Museumsforum), 1993 durch die Architektengruppe me di um.
- Dokumentationszentrum Reichsparteitagsgelände, von Günther Domenig – 2001 eröffnet.
- Neues Museum Nürnberg von Volker Staab entworfen und im Jahre 2000 eröffnet.
- Hauptverwaltung der Nürnberger Versicherung (Business Tower) im Jahr 2000 vollendet.